# 花园 (期刊)
《花园》（The Garden）是皇家园艺学会的月刊。其向所有会员提供，也向公众出售。
1805年至1830年，皇家园艺学会出版了7期《伦敦园艺学会交易》（The Transactions of the Horticultural Society of London）；而1838年至1868年，还出版了9期《伦敦园艺学会杂志》（The Journal of the Horticultural Society of London）。1889年，《花园》作为补充出版。